# Boiling Springs (Karolina Północna)
Boiling Springs – miasto w Stanach Zjednoczonych, w stanie Karolina Północna, w hrabstwie Cleveland.